# 豐邑A8市政核心
24°09′33″N 120°38′22″E / 24.159183°N 120.639534°E
豐邑市政核心為位於臺中市西屯區的摩天大樓，功能係辦公大樓，建成時為七期重劃區中最高建築物，由豐邑建設興建，樓高169.5米，共地上38層、地下7層。建成時為台中市第二高樓，現為台中市第五高樓，僅次於台中之鑽、聯聚中雍大廈、世華國際大樓、聯聚瑞和大廈。

## 歷史
2022年1月25日，中國人壽以120.5億購入整棟大樓，該次交易創下台中史上單一成交最高金額，同時也是台灣史上第三筆百億商辦大樓交易案例。